# Millbrook (Nowy Jork)
Millbrook – wieś w Stanach Zjednoczonych, w stanie Nowy Jork, w hrabstwie Dutchess.